# سوپرلاو
«سوپرلاو» (به انگلیسی: SuperLove) ترانه‌ای از خوانندهٔ انگلیسی چارلی ایکس‌سی‌ایکس می‌باشد که در ۲ دسامبر سال ۲۰۱۳ به‌عنوان یک تک‌آهنگ منتشر گردید. این ترانه گرچه در ابتدا به‌عنوان اولین تک‌آهنگ از دومین آلبوم استودیویی چارلی ایکس‌سی‌ایکس معرفی شد در نهایت در مکنده در سال ۲۰۱۴ گنجانده نشد. این ترانه در جدول تک‌آهنگ‌های بریتانیا به رتبه ۶۲ دست یافت و تبدیل به اولین تک‌آهنگ انفرادی چارلی شد که به این جدول راه پیدا کرده است.